# جواو روخاس
جواو روخاس مواليد 14 يونيو 1989 في مقاطعة كانار، الإكوادور، هو لاعب كرة قدم إكوادوري يلعب مع كروز آزول كمهاجم. سبق له أن لعب في كأس العالم لكرة القدم مع منتخب بلاده.

## المسيرة الاحترافية

### أندية لعب لها
- كروز آزول

## روابط خارجية
- جواو روخاس على موقع الاتحاد الدولي (مؤرشف)  (الإنجليزية)
- جواو روخاس على موقع قاعدة بيانات كرة القدم.إي يو (الإنجليزية)
- جواو روخاس على موقع ناشيونال فوتبول تيمز (الإنجليزية)
- جواو روخاس على موقع Soccerway.com (الإنجليزية)
- جواو روخاس على موقع AS.com (الإسبانية)